# Черненко Маргарита Марківна
Черненко Маргарита Марківна (3 серпня 1955 року, Київ, СРСР) — українська поетеса і прозаїк, науковець, викладач.

## Біографія
Народилася 3 серпня 1955 року в Києві, у родині професора. Батько — Черненко Марко Семенович, доктор економічних наук, професор Київського державного університету імені Тараса Шевченка (1921—2005). Мати — Юкова Тамара Василівна, викладач зарубіжної літератури Київського державного університету імені Тараса Шевченка; перекладач з іспанської латиноамериканської прози та поезії (1931—1983).
Навчалась у 45-й та закінчила 137-у середню школу м. Києва 1972 року.
З 1972 року — студентка філологічного факультету Київського державного університету ім. Т. Г. Шевченка, з 1976 р. — студентка Латвійського державного університету ім. П.Стучки (Рига), який закінчила 1977 р. за спеціальністю «Російська мова та література».
Упродовж 1977—1980 рр. працювала вчителем у середній школі № 2 м. Єлгава (Латвія), де викладала російську та латвійську літератури, а також — естетику в медичному училищі № 3 м. Риги, викладачем у Київському інституті іноземних мов (1980 — 1983), редактором у журналі АН України (1983 — 1985).
Протягом 1985—1993 рр. викладала російську мову як іноземну в Київському інженерно-будівельному інституті, історію зарубіжної літератури — на видавничо-поліграфічному факультеті КПІ.
Кандидат філологічних наук: 1992 року захистила кандидатську дисертацію «Лірика Арсенія Тарковського: діалог культур і часів» (за спеціальністю 10.01.02) у Київському державному університеті ім. Тараса Шевченка, доцент (2006 р.). Нині — доцент кафедри філології Київського національного університету театру, кіно і телебачення ім. І. К. Карпенка-Карого, викладач зарубіжної літератури. Бере участь у науково-практичних конференціях і зустрічах з читачами в київських бібліотеках.
Мешкає в Києві.

## Літературна діяльність
Поетеса (пише російською мовою) й літературознавець,. Як поет дебютувала 1972 року в республіканській газеті «Ленинское знамя» (Київ). Друкувалась у журналах «Ренессанс», «Академия», «Знамя».
Автор поетичних збірок:
- Ветка надежды  (1994),
- Скажи — люблю (2003),
- По светлой линии крыла (2008),
- Семь голосов любви (2018),
- Дуэт. Стихи / Литературный альманах «Каштановый дом», 4-й выпуск. К.: 2008. — С. 43 — 47.

а також книг:
- прози та поезії «Птаха» (2019),
- прози «Зеленая карпатская терадь» (2012),
- статей та есе «Об Арсении Тарковском» / К.: Атопол, 2018. — 240 с.

Повість Маргарити Черненко «Белая птица Не улетай» вперше була опублікована в журналі «Радуга» 2018 року (№ 8-9). Тоді ж було поставлено моновиставу у виконанні Олексія Кругликова.  У жовтні того ж року за цією повістю в МКЦ імені Івана Козловського Національної оперети України відбулася прем'єра вистави «Птаха». Мелодраматичну виставу за повістю «Біла птаха. Не відлітай» у постановці заслуженої артистки України Ірини Калашнікової грають актори Олександра Польгуй і Сергій Мельник[джерело?].

## Дослідницька діяльність
- «Мене вела по світу воля Григорія Сковороди»/ Наука і суспільство. — К.,1990. — № 8 С.18-19.
- О тенденции взаимопроникновения культур в творчестве Арсения Тарковского/ Материалы ІІ Международного семинара «Славянская культура в современном мире», К.: 1991. — С. 31-32.
- Прощание с Александрией. Опыт прочтения «Песен» Кузмина / Серебряный век // Приложение к журналу «Ренессанс», К.: 1994. — С.98-104.
- Степь как прообраз Ойкумены в лирике Арсения Тарковского / Арсений Тарковский. Жизнь и творчество // Материалы международной научной конференции, посвященной 90-летию со дня рождения поэта, Кировоград, 1997. — С.22-27.
- Андрей Тарковский в поисках острова сокровищ.– «Дивись кіно». — № 4, 2002. — С.60 -63.
- Арсеній Тарковський: «І я навіки загубив цей рай»…/ Українське народознавство/ Стан і перспективи розвитку на зламі віків. Збірник наукових праць. — К.: 2002. — С.312-314.
- Александр Довженко/ «Знания и мир», № 27, 2004. — С.190-192.
- Антон Чехов/«Древо познания», № 225, 2006. — С.691-694.
- Андрей Тарковский. Главный эстет советского экрана/ «Древо познания», № 176, 2005. — С.483-484.
- Генетика благородства (статья о семье Тарковских)/ «Академия», № 6, 1996. — С.76-79.
- Иосиф Бродский: скиталец, метафизик, віртуоз /«Антология мировой поэзии». — М.: «Интерсоциоинформ», № 3, 2000. — С.105-117.
- Арсеній Тарковський: «І я навіки загубив цей рай» / Українське народознавство // Стан і перспективи розвитку на зламі віків. Збірник наукових праць. — К.: 2002. — С.312-314.
- Импрессионизм и постимпрессионизм/«Знания и мир», № 39, 2004. — С.509-512.
- Грузинское кино /«Знания и мир», № 39, 2004. — С.509-512.
- Любимов и Таганка / «Знания и мир», № 31, 2004. — С.393-396.
- Лесь Курбас и новый украинский театр / «Знания и мир», № 45, 2005. — С.149-152.
- Они создавали новое искусство / «Дивись кіно», № 3, 2002.– С.54 -64.
- Сергей Параджанов / «Знания и мир», № 20, 2004. — С. 201—204.
- Сергей Эйзенштейн /«Знания и мир», № 42, 2004. — С.193-196.
- Живопись и скульптура первой половины XX века / «Знания и мир», № 64, 2005. — С.407-411.
- Советское кино 1960-70-х годов / «Знания и мир», № 76, 2005. — C.289-292.

## Наукова діяльність
- Станиславский и МХАТ / «Знания и мир», № 21, 2004. — С.341-344.
- Становление украинского театра / «Знания и мир», № 49, 2005. — С.337-340.
- Театр Мейерхольда / «Знания и мир», № 24, 2004. — С.367-371.
- Украинское кино / «Знания и мир», № 87, 2005. — С.257-260.
- Украинское барокко / Знания и мир, № 102, 2006.
- Арсеній Тарковський: «І я навіки загубив цей край» / Молодіжне перехрестя, Кіровоград, травень 2007.
- Категория преображения в лирике Арсения Тарковского/ Литературный альманах «Каштановый дом» // К.: 2007. — С. 48-54.
- Записки прочанки / «Васильківщина», 22 квітня 2008 р., № 32, с.4-5.
- «Прага» / Молодіжне перехрестя, № 124, 25 вересня 2008 р.
- Естетичний ідеал у зарубіжній літературі та сучасні методи формування активної творчої позиції студентів / Матеріали Міжнародної науково-практичної конференції «Сучасні педагогічні технології і освітні системи XXI століття» // Кіровоград, 2010. — С.14-19.
- Арсеній Тарковський і Григорій Сковорода: шляхом духовного пошуку / Матеріали Х Всеукраїнської науково-практичної конференції «Духовність українства XXI століття», Кіровоград, 2010. — С. 35-39.
- Перепонки, радуги и зёрна. О личности и слове. Записки педагога / Всеукраинский журнал «Мгарскій колоколъ», № 101, июнь 2011.
- Символіка імені й числа в ліриці Арсенія Тарковського / Збірка наукових праць, присвячених 105 річниці з дня народження Арсенія Тарковського. Університет «Україна». Кіровоград, вересень 2013, с.12-17.
- Передмова до поетичної збірки Наталії Савейкової «Свет вечерний» / М.: 2015. — С.3-5.

## Рецензції
- Снова к синтезу? / Рецензия на книгу "Воздушные чернила" // «Знамя», № 9, 2001. — С.220-224.
- В пространстве Истории и любви/ Рецензия на книгу Романа Любарского «На пороге XXI» / «Склянка часу», № 21-22, 2002. — С.195-197.
- Две книги об Арсении Тарковском / Рецензия на книги М. А. Тарковской «Осколки зеркала» и «Я жил и пел когда-то. Воспоминания о поэте Арсении Тарковском» // «Знамя», № 4, 2001. — С.230-23.
- Рецензія на книгу Анн-Марі Пельтьє «Библейские чтения» / сайт вид-ва «Дух і літера», 2015.
- Рецензия на книгу Александра Павлова «Созвездие близнецов» / «Соты», № 5-6. — К.: 2002.– С.184-185.

## Навчальні посібники
- Література кінця XIX та XX століття. Лекції / Навчальний посібник для студентів гуманітарних спеціальностей // Київський національний університет театру, кіно і телебачення імені І. К. Карпенка-Карого. К. 2013. — 76 с.
- Антична література: навчальний посібник для студентів гуманітарних спеціальностей / К.: Київський національний університет театру, кіно і телебачення імені І. К. Карпенка-Карого, 2001. — 36 с.
- Література Ренесансу. Навчальний посібник для студентів гуманітарних спеціальностей / К.: Кий, 2008. — 36 с.
- Література Середньовіччя. Навчальний посібник для студентів гуманітарних спеціальностей // / К.: Київський національний університет театру, кіно і телебачення імені І. К. Карпенка-Карого, 2005. –28 с.